# Hrvatsko društvo likovnih umjetnika
Hrvatsko društvo likovnih umjetnika (HDLU) hrvatska je nevladina, neprofitna i nestranačka strukovna udruga likovnih umjetnika.

## Povijest
Udruga je utemeljena još 1868. godine i od tada, pod raznim nazivima, neprestano djeluje. Predsjednik udruge je Tomislav Buntak.
Tijekom vremena, od HDLU-a su se odvojili svi današnji gradski i županijski HDLU-ovi, kojih danas u Hrvatskoj ima 9 i mogu se vidjeti na ovom Popisu Ministarstva kulture RH.
2015. od HDLU-a se zadnji odvojio i HDLU Zagreb, kao samostalno zagrebačko udruženje likovnih umjetnika, link na web stranice: https://hdlu-zagreb.hr/  - a kojim danas predsjedava Krešimira Gojanović uz članove strukovnog savjeta HDLU Zagreb.

## Ustroj i djelovanje
Članovi udruge su likovni umjetnici različitih umjetničkih izraza i svih generacija. Ciljevi i djelatnost udruge su poticanje suvremenog likovnog stvaralaštva, unapređenje i zaštita slobode likovnog djelovanja, organizacija izložbi, sudjelovanje u pripremama za donošenje zakona i propisa koji se odnose na likovno stvaralaštvo te zaštita socijalnih prava umjetnika.
HDLU godišnje organizira ili sudjeluje u organizaciji četrdesetak izložbi u četiri različito profilirana galerijska prostora (Galerija PM, Galerija Prsten, Galerija Bačva i Galerija Karas). Izložbe su popraćene predavanjima, radionicama ili prezentacijama projekata, a galerijski prostori društva otvoreni su svim vrstama umjetničkog djelovanja, od plesa i performansa do glazbe i kazališta.
Više od trideset godina organizira Salon mladih, te više od 50 godina, u suradnji s nekoliko drugih ustanova i društava, Zagrebački salon. Udruga izdaje razne publikacije i dodjeljuje nagradu za životno djelo, te godišnje nagrade za najbolju izložbu, mladog umjetnika i doprinos likovnoj umjetnosti.

## Vanjske poveznice
Mrežna mjesta
- Hrvatsko društvo likovnih umjetnika, službeno mrežno mjesto
- Nikola Albaneže, Ivana Andabaka, ravnateljica Hrvatskoga društva likovnih umjetnika: Stabilizirat ću poslovanje HDLU-a  Arhivirana inačica izvorne stranice od 2. prosinca 2017. (Wayback Machine), Vijenac 540/2014., www.matica.hr
- Matija Mrakovčić Novi smjer, www.kulturpunkt.hr, 22. lipnja 2015.